# 指令層級平行
指令層級平行（英語：Instruction-level parallelism，縮寫：ILP），一種平行計算形式，在一個程式運行中，許多指令操作，能在同時間進行。它也是一個測量值，用來計算在一個程式運算中，它有多少個指令能夠在同時間運算，稱為指令層級平行度。
實現指令層級，可以用硬體或軟體方式來實作。硬體方式有超純量。

## 外部連結
- Approaches to addressing the Memory Wall
- Wired magazine article that refers to the above paper （页面存档备份，存于）